# Na tom pražským mostě
Na tom pražským mostě patří mezi nejznámější české lidové písně. Má dvě sloky a zpívá se ve dvoučtvrťovém rytmu. Je známa také pod názvem Na tom panském mostě (s mírně upraveným textem). Doprovází se durovými akordy postavenými na tónice, dominantě a subdominantě.
Byla zaznamenána ve druhém díle rukopisného zpěvníku Karla Marie Jiříčka pod názvem Na tom panském mostě rozmarinka roste a ve sbírce Karla Jaromíra Erbena Prostonárodní české písně a říkadla z roku 1864 pod názvem Rozmarínka. Její motiv je také součástí pochodu Emila Štolce Šly panenky, společně se stejnojmennou písní. 